# 35435 Erikayang
35435 Erikayang è un asteroide della fascia principale. Scoperto nel 1998, presenta un'orbita caratterizzata da un semiasse maggiore pari a 2,2566249 au e da un'eccentricità di 0,1930741, inclinata di 5,39515° rispetto all'eclittica.